# Kaffebar
Coffeeshop omdirigerar hit, för cannabisförsäljande coffeeshops i Nederländerna, se Coffeeshop (Nederländerna).

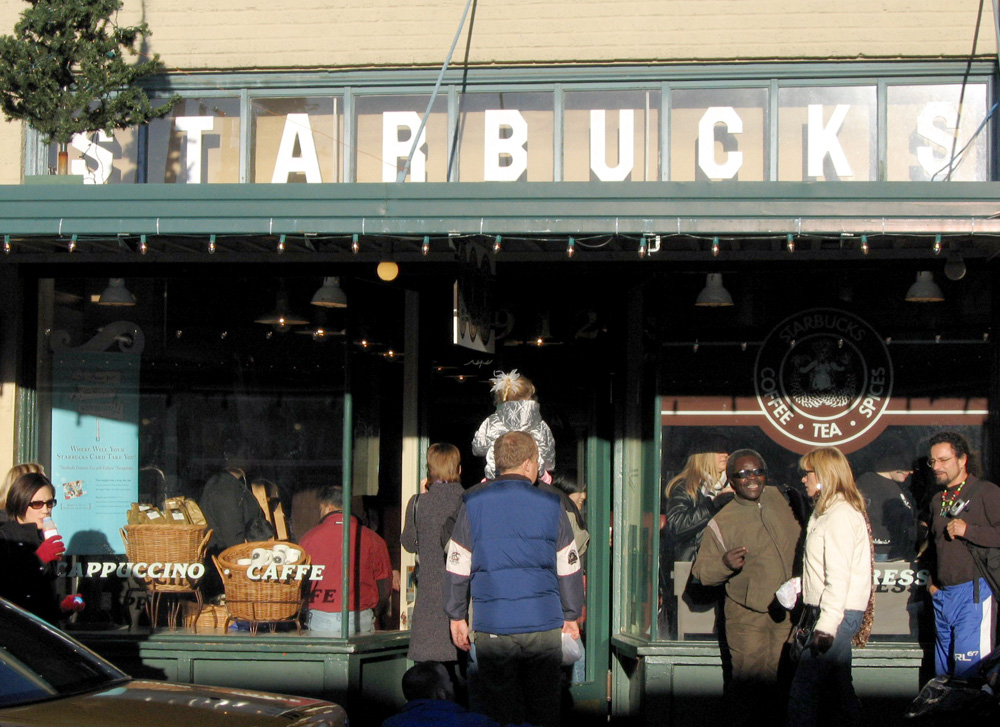
Den första Starbucks-kaffebaren (Seattle, Washington).

Kaffebar är en sentida variant av ett kafé som introducerades i Sverige under 1990-talet inspirerade av amerikanska motsvarigheten coffee shops.
De skiljer från de traditionella kaféerna genom inredningen och musiken som är mer mondän och påminner mer om en bar än ett kafé. Utbudet av olika kaffedrycker är ofta stort och det är även vanligt att erbjuda kaffe som take-away i pappersmugg.
Starbucks är den största kaffebarkedjan i världen, och i början av 2010 etablerade de sig i Sverige genom att öppna en kaffebar på Arlanda flygplats.

## Svenska kaffebarkedjor
- Barista Fair Trade Coffee
- Coffeehouse by George
- Espresso House
- Johan & Nyström
- Robert’s Coffee
- Wayne's Coffee